# Sedanau
Sedanau is een bestuurslaag in het regentschap Natuna van de provincie Riau-archipel, Indonesië. Sedanau telt 6045 inwoners (volkstelling 2010).